# Dasychira grotei
Dasychira grotei är en fjärilsart som beskrevs av Moore 1859. Dasychira grotei ingår i släktet Dasychira och familjen tofsspinnare. Inga underarter finns listade i Catalogue of Life.